# Herpyllus coreanus
Herpyllus coreanus är en spindelart som beskrevs av Paik 1992. Herpyllus coreanus ingår i släktet Herpyllus och familjen plattbuksspindlar. Inga underarter finns listade i Catalogue of Life.